# 无饰无心菜
无饰无心菜（学名：Arenaria inornata）为石竹科无心菜属的植物，为中国的特有植物。分布于中国大陆的云南等地，生长于海拔4,000米至4,150米的地区，常生长在山地，目前尚未由人工引种栽培。

## 别名
无饰蚤缀（拉汉种子植物名称）